# Antonietta (gastropode)
Pour les articles homonymes, voir Antonietta.
Genre
Antonietta est un genre de mollusques nudibranches de la famille des Facelinidae.

## Liste d'espèces
Selon World Register of Marine Species (17 mars 2016) :
- Antonietta janthina Baba & Hamatani, 1977
- Antonietta luteorufa Schmekel, 1966

## Publication originale
- (de) Luise Schmekel, « Zwei neue Facelinidae aus dem Golf von Neapel. Facelina (A.) fusca n. sp. und Antonietta luteorufa n. sp. n. gen. », Pubblicazioni della Stazione Zoologica di Napoli, Naples, vol. 35,‎ 1966, p. 29-46.